# Bohdan Strumiński

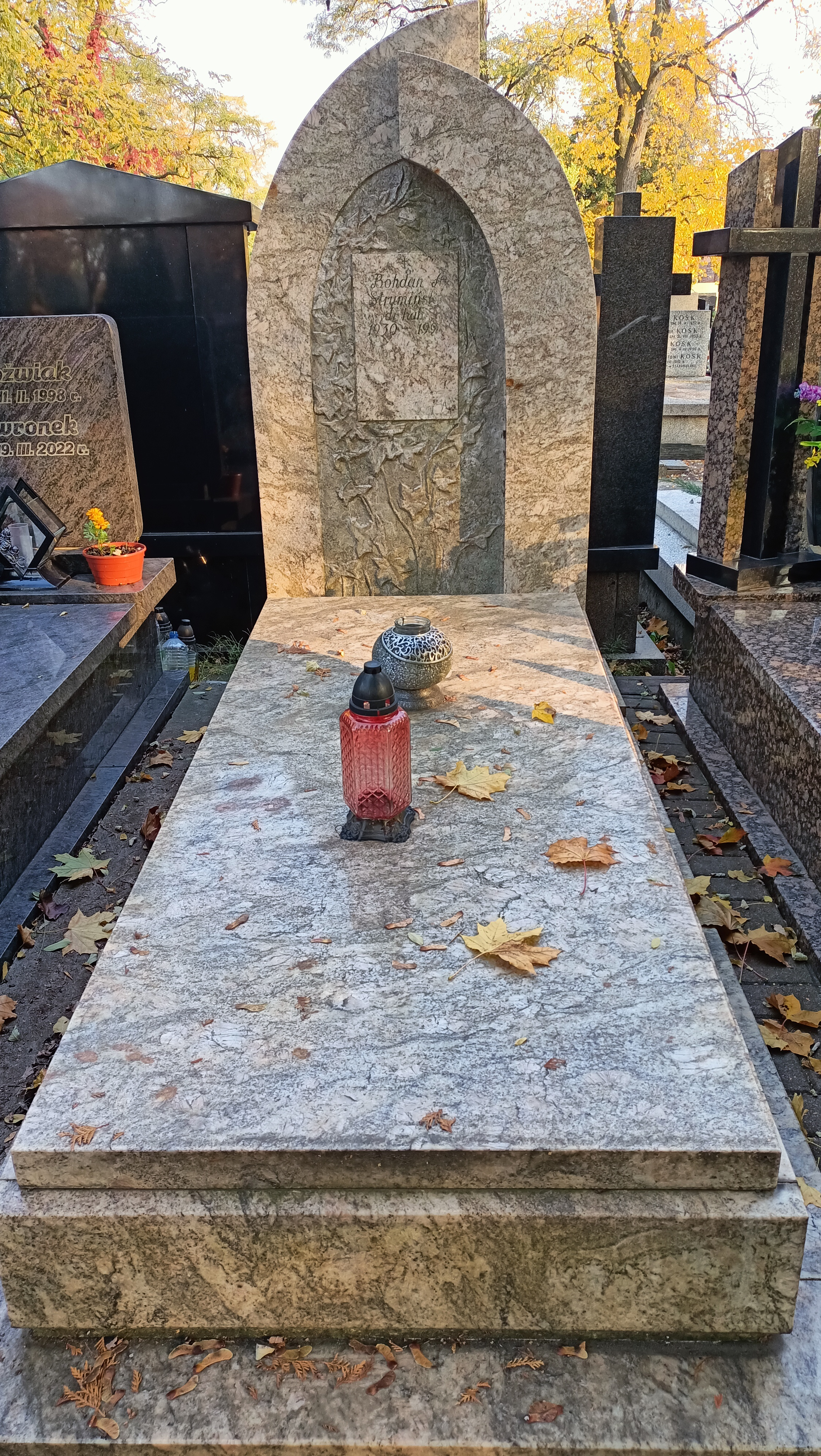
Grób Bohdana Strumińskiego na Cmentarzu Bródnowskim w Warszawie

Bohdan Strumiński, pseud. A. Skiwski, D. Bajurśkyj (ur. 7 marca 1930 w Białymstoku, zm. 23 czerwca 1998 w Arlington) – polsko-ukraiński językoznawca, slawista, polonista, ukrainista, tłumacz, profesor Uniwersytetu Harvarda.

## Życiorys
Pochodził z polsko-ukraińskiej rodziny. Był absolwentem Wydziału Dyplomatyczno-Konsularnego Akademii Nauk Politycznych (1951) i polonistyki Uniwersytetu Warszawskiego (1961). Po studiach asystent  w Katedrze Języka Polskiego Uniwersytetu Warszawskiego. Za próbę wysłania artykułu (opublikowanego w kilku ukraińskich czasopismach emigracyjnych) do londyńskiego „Timesa”, krytykującego politykę językową na Ukrainie radzieckiej, został w 1963 aresztowany. Został skazany na 4,5 roku więzienia. Zwolniony z więzienia w 1966 został zatrudniony w attachacie wojskowym ambasady Stanów Zjednoczonych w Warszawie jako nauczyciel języków polskiego i rosyjskiego oraz tłumacz tekstów prasowych. Od 1968 był tłumaczem w redakcji biuletynu „Polish News Bulletin” ambasad amerykańskiej i brytyjskiej. W 1974 obronił doktorat na Uniwersytecie Warszawskim (Czasowniki polskie na -ywać/-awać/-ować na tle ogólnosłowiańskim; promotor: Witold Doroszewski). W 1975 wyjechał do Stanów Zjednoczonych, gdzie pozostał na emigracji. W latach 1979–1983 był wykładowcą w Harvard Ukrainian Research Institute przy Uniwersytecie Harvarda. W 1979 wykładał historię języka ukraińskiego na Uniwersytecie Yale. Od 1982 współpracownik Instytutu Literackiego w Paryżu. W 1992 habilitacja na UW na podstawie dorobku naukowego. Jest pochowany w Warszawie na Cmentarzu Bródnowskim (kw. 17F-2-6).

## Wybrane publikacje
- (przekład) T. Kozłow, Zagadnienia analizy danych statystycznych w pracach W. I. Lenina, tł. z jęz. ros. Z. Nicman i B. Strumiński, Warszawa: Książka i Wiedza 1951.
- (przekład) A. M. Pankratowa, Pierwsza rewolucja rosyjska 1905-1907 r., tł. Zdzisław Nicman i Bohdan Strumiński, Warszawa: "Książka i Wiedza" 1952.
- (przekład) N. A. Kułagin, Zubożenie i masowa ruina chłopstwa w krajach Europy zachodniej, tł. Zdzisław Nicman i Bohdan Strumiński, Warszawa: Książka i Wiedza 1953.
- (przekład) G. N. Jewstafjew, Współzawodnictwo socjalistyczne prawem i siłą napędową ekonomicznego rozwoju społeczeństwa radzieckiego, tł. z jęz. ros. Z. Nicman i B. Strumiński, Warszawa: "Książka i Wiedza" 1953.
- przekład) M. Smit, Położenie klasy robotniczej w Stanach Zjednoczonych, Anglii i Francji po drugiej wojnie światowej, tł. z jęz. ros. Z. Nicman i B. Strumiński, Warszawa: Książka i Wiedza 1955.
- (przekład) Jerzy Plechanow, Przeciw rewizjonizmowi: wybór artykułów, tł. z ros. Bohdan Strumiński, Warszawa: "Książka i Wiedza" 1958.
- (współautorzy: R. Grzegorczykowa, J. Puzynina), Zeszyt próbny indeksu słowotwórczego do Słownika języka polskiego pod red. Witolda Doroszewskiego, Warszawa: Wydawnictwo UW 1963.
- (przekład) N. K. Krupska, O kształceniu politechnicznym, wstęp i wybór Roman Polny, przeł. z ros. B. Strumiński, Warszawa: Nasza Księgarnia 1964.
- (przekład) VIII Zjazd Komunistycznej Partii (bolszewików) Rosji marzec 1919: protokoły', tł. Bohdan Strumiński, red. i do dr. przygot. Irena Borensztejn, Warszawa: "Książka i Wiedza" 1966.
- (przekład) Félicité Robert de Lamennais Hugues, Wybór pism, wybór Jakub Litwin, przekł. z fr. Jan Guranowski, Julian Rogoziński, Bohdan Strumiński, wstęp i przypisy Adam Sikora, Warszawa: "Książka i Wiedza" 1970.
- Pseudo-Meleško: a Ukrainian apocryphal parliamentary speech of 1615-1618: a study, Cambridge, Mass.: Harvard Ukrainian Research Institute 1984.
- Lev Krevza's "A Defense of Church Unity" and Zaxarija Kopystens'kyj's "Palinodia", vol. 1-2, transl. with a forew. by Bohdan Strumiński, ed by Roman Koropeckyj and Dana R. Miller with William R. Veder, Cambridge, MA: distr. by Harvard Univ. Press for the Harvard Ukrainian Research Institute 1995.
- Linguistic interrelations in early Rus': Northmen, Finns and East Slavs (ninth to eleventh centuries), Roma: La Fenice Ed. - Edmonton - Toronto: Canadian Inst. of Ukrainian Studies Press 1996.
- Mykhailo Hrushevsky, History of Ukraine-Rus', vol. 7: The Cossack Age to 1625,  transl. by Bohdan Strumiński, ed. by Serhii Plokhy and Frank E. Sysyn with the assistance of Uliana M. Pasicznyk, Edmonton - Toronto: Canadian Institute of Ukrainian Studies Press 1999.
- Mykhailo Hrushevsky, History of Ukraine-Rus', vol. 9, book 1: The Cossack age, 1650-1653, transl. by Bohdan Strumiński, ed. by Serhii Plokhy, Frank E. Sysyn with the assistance of Uliana M. Pasicznyk, Edmonton - Toronto: Canadian Institute of Ukrainian Studies Press 2005.
- Czeczenia-Iczkeria i Czeczeńcy okiem językoznawcy: esej naukowo-polityczny, red. Michał Tomczuk, Warszawa: Fraszka Edukacyjna 2005.